# Оксиринхус
Оксиринхус (старогрч. Ὀξύρρυγχος - „риба оштрог носа“, лат. Oxyrhynchus, данас Ал Бахнаса) је историјски град у Египту који је данас значајно археолошко налазиште. Иако се овде континуирано радило на ископавањима током целог 20. века, и даље је Оксиринхус значајан извор папируса из хеленистичког, римског и византијског доба. Међу гомилама фрагмената историјских и бирократских записа налазе се и делови данас непознатих дела грчких писаца и раних хришћанских текстова.
Оксиринхус се налази око 160 километара југозападно од Каира и 11 километара северозападно од Бани Мансара на Јосифовом каналу. Град је добио на значају након што га је освојио Александар Велики 332. године п. н. е. Освајач је граду дао име Оксиринхус (грчки: град рибе шпицастог носа). Сматра се да се ово име односило на врсту Mormyrus oxyrhynchos која је у Египту поштована као света врста рибе.
У хеленистичко доба Оксиринхус је био просперитетан град, трећи по величини у Египту. После појаве хришћанства у Египту постао је познат по великом броју цркава и манастира. Године 641. Египат је покорило царство арабијских калифа. Временом, град више није одржавао свој систем канала, тако да је опао по значају.
Више од хиљаду година становници Оксиринхуса су избацивали ђубре ван града. Чињеница да поплаве Нила нису могле да допру до Охиринхуса је срећна околност захваљујући којој воде нису односиле смеће. Када су се канали исушили ниво вода никад више није достигао пређашњи ниво. У области Оксиринхуса практично нема падавина тако да је песак прекрио хиљадугодишњи отпад. Скоро хиљаду година он је остао на сувом, стерилном и заборављеном месту.
Ископавања у Оксиринхусу су почела 1896. Први археолози на овом локалитету су били Бернар Гренфел и Артур Хант са Универзитета у Оксфорду.